# Ihre Meinung
Ihre Meinung ist eine deutsche Talkshow des WDR. Jede Sendung hat eine Länge von ungefähr 90 Minuten, mit kleineren Abweichungen.

## Sendungskonzept
Der Sinn dieser Talksendung ist, dass verschiedene Zuschauer die Möglichkeit haben, mit geladenen Gästen wie Experten oder Politikern zu diskutieren. Die einzelnen Themen pro Sendung sind vielfältig. Es werden in der Regel die aktuellsten Probleme des Alltags besprochen. So gut wie immer wird versucht, die Zuschauer in die Diskussion mit einzubinden.
Die deutsche Erstausstrahlung fand am 10. Mai 2016 im WDR statt.

## Episoden

### Staffel 1
- 1. Ist der Islam gefährlich?
- 2. Geht es in NRW noch gerecht zu?
- 3. Ist das Leben in NRW noch sicher?
- 4. Harte Arbeit, wenig Rente: Droht uns die Altersarmut?

### Staffel 2
- 5. „Die da oben, wir hier unten“ – Warum sind Trump, AfD & Co so erfolgreich?
- 6. Macht uns unser Gesundheitssystem krank?
- 7. Wendepunkt Silvesternacht – sind Flüchtlinge noch willkommen?
- 8. Kaputte Brücken, marode Straßen, Dauerstau – Was muss sich ändern?
- 9. Schlagen, schreien, hetzen – verroht unsere Gesellschaft?

### Staffel 3
- 10. Sorgen, Streit, Beleidigungen – wie geht es weiter zwischen Deutschen und Türken?
- 11. Hilflose Patienten, überfordertes Personal – Ist die Pflege noch zu retten?
- 12. Flirten oder grapschen – wo fängt Sexismus an?

### Staffel 4
- 13. Ist das noch Politik für uns? Was sich in den Parteien ändern muss
- 14. Heimat – Wer gehört dazu?
- 15. Deutschland – ein zerrissenes Land? Was trennt uns, was bringt uns zusammen?
- 16. Wie gerecht ist NRW?

### Staffel 5
- 17. Arbeitsstress, Überstunden, Zeitdruck – schuften wir uns krank?
- 18. Schule schwänzen für das Klima – wie retten wir unsere Erde?
- 19. Frech, digital und politisch – Macht die Jugend alles besser?
- 20. Bratwurst oder Veggieburger? Der Kampf ums Essen
- 21. Aggressiv und rücksichtslos – was ist los auf unseren Straßen?
- 22. Zwischen Aufbruch und Abstiegsangst – Sind wir fit für die Zukunft?

### Staffel 6
- 23. Beleidigt und bedroht – Wer traut sich noch in Ehrenamt und Politik?